# Spathius ocyroe
Spathius ocyroe är en stekelart som beskrevs av Nixon 1943. Spathius ocyroe ingår i släktet Spathius och familjen bracksteklar. Inga underarter finns listade i Catalogue of Life.